# Mokoma

Logotyp zespołu

Mokoma – fiński zespół muzyczny, wykonujący muzykę metalową, założony w 1996 roku w Lappeenrancie. W początkowym okresie działalności grupy jej muzyka posiadała cechy rocka i grunge'u, natomiast w późniejszych czasach zaczęła nawiązywać do trashmetalowych i deathmetalowych tradycji późnych lat 80. i wczesnych lat 90. XX wieku. Znajdują się w niej ponadto odniesienia do tradycyjnej fińskiej melancholii. Teksty utworów są tworzone w języku fińskim, a ich autorem jest wokalista i założyciel zespołu Marko Annala, obecnie uważany za jednego z najlepszych fińskich twórców liryki.

## Historia

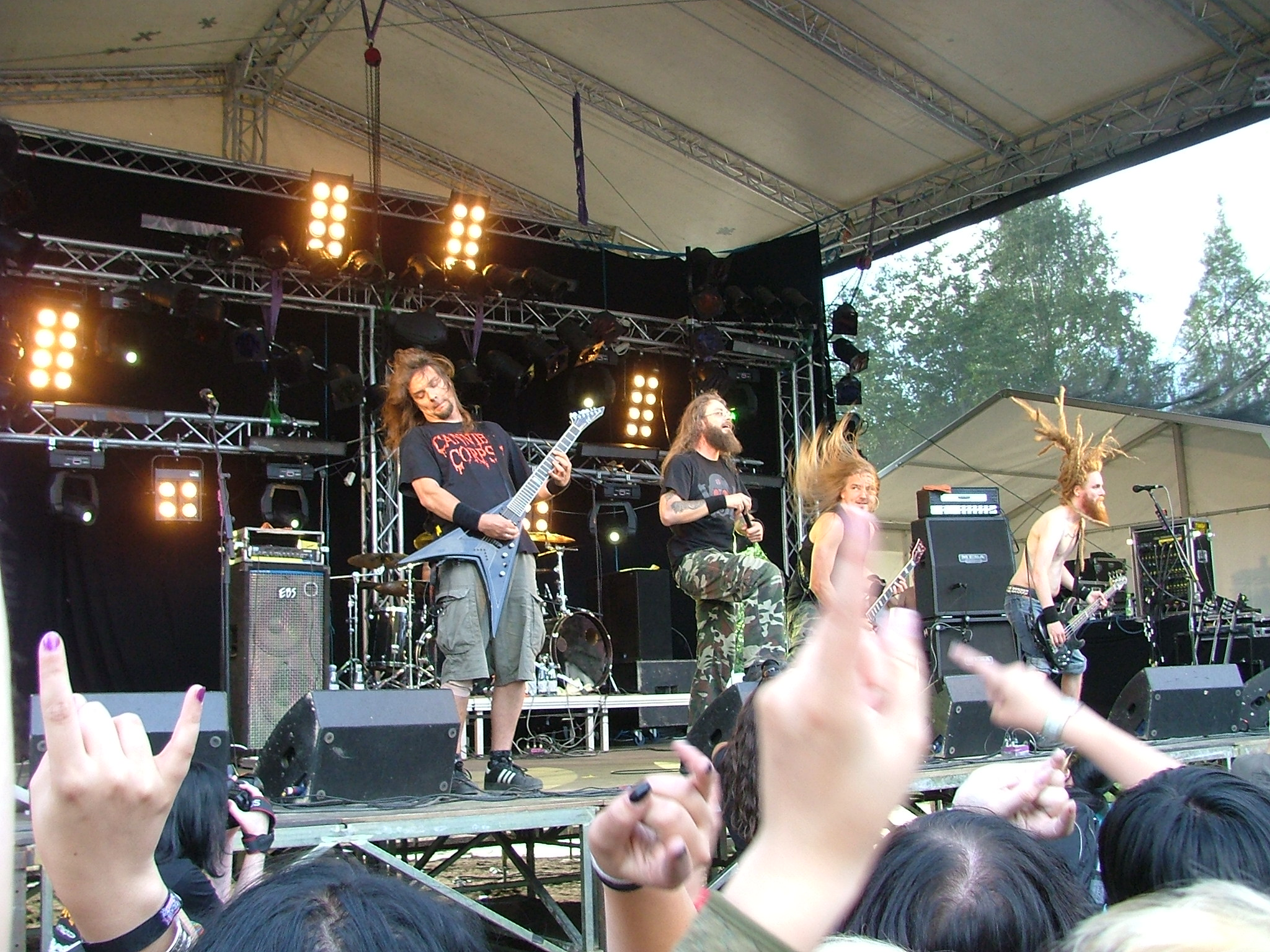
Zespół podczas koncertu na festiwalu Kuopio Rockcock w 2008 roku

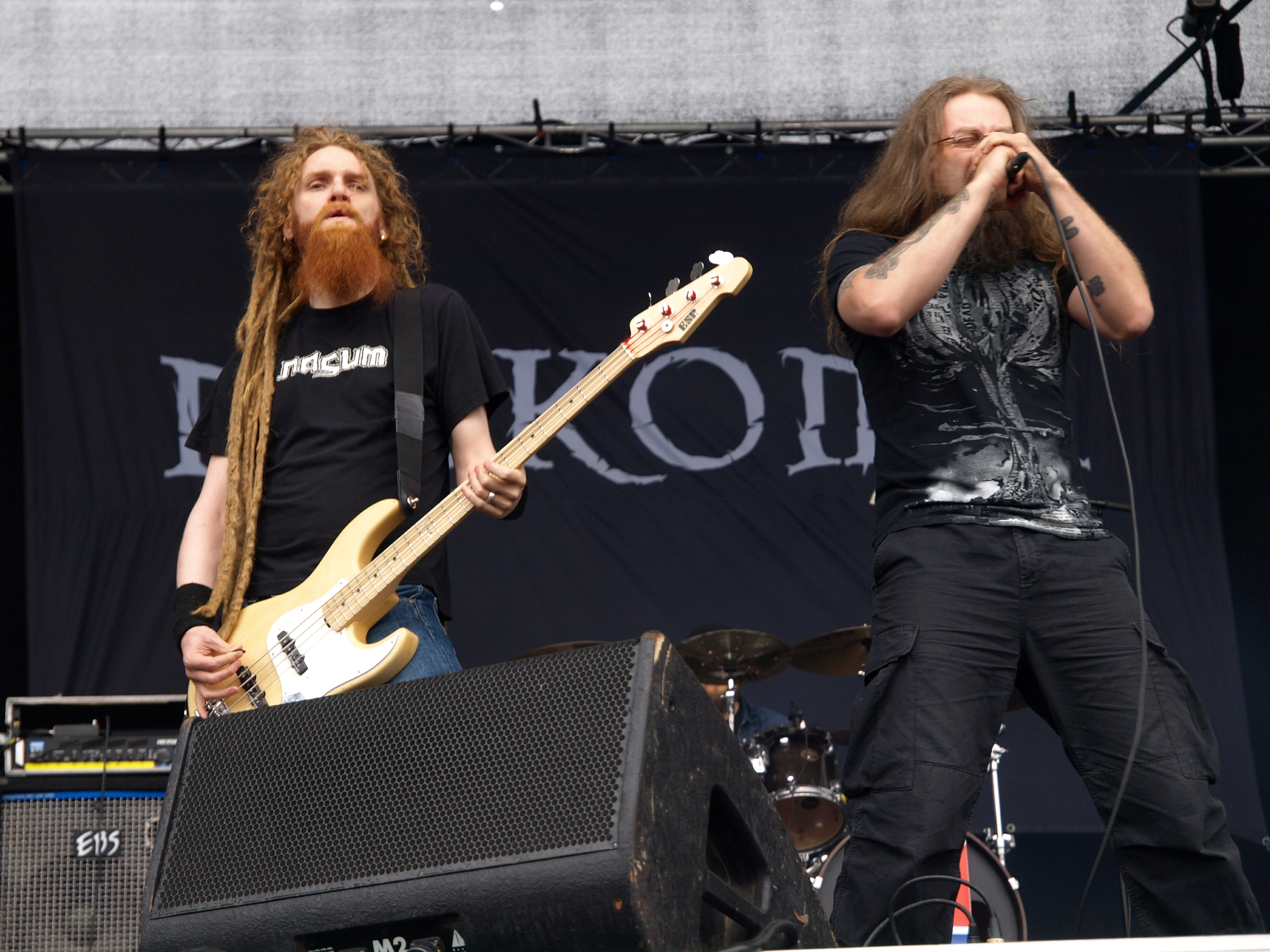
Santtu Hämäläinen i Marko Annala podczas koncertu na festiwalu Myötätuulirock w 2011 roku

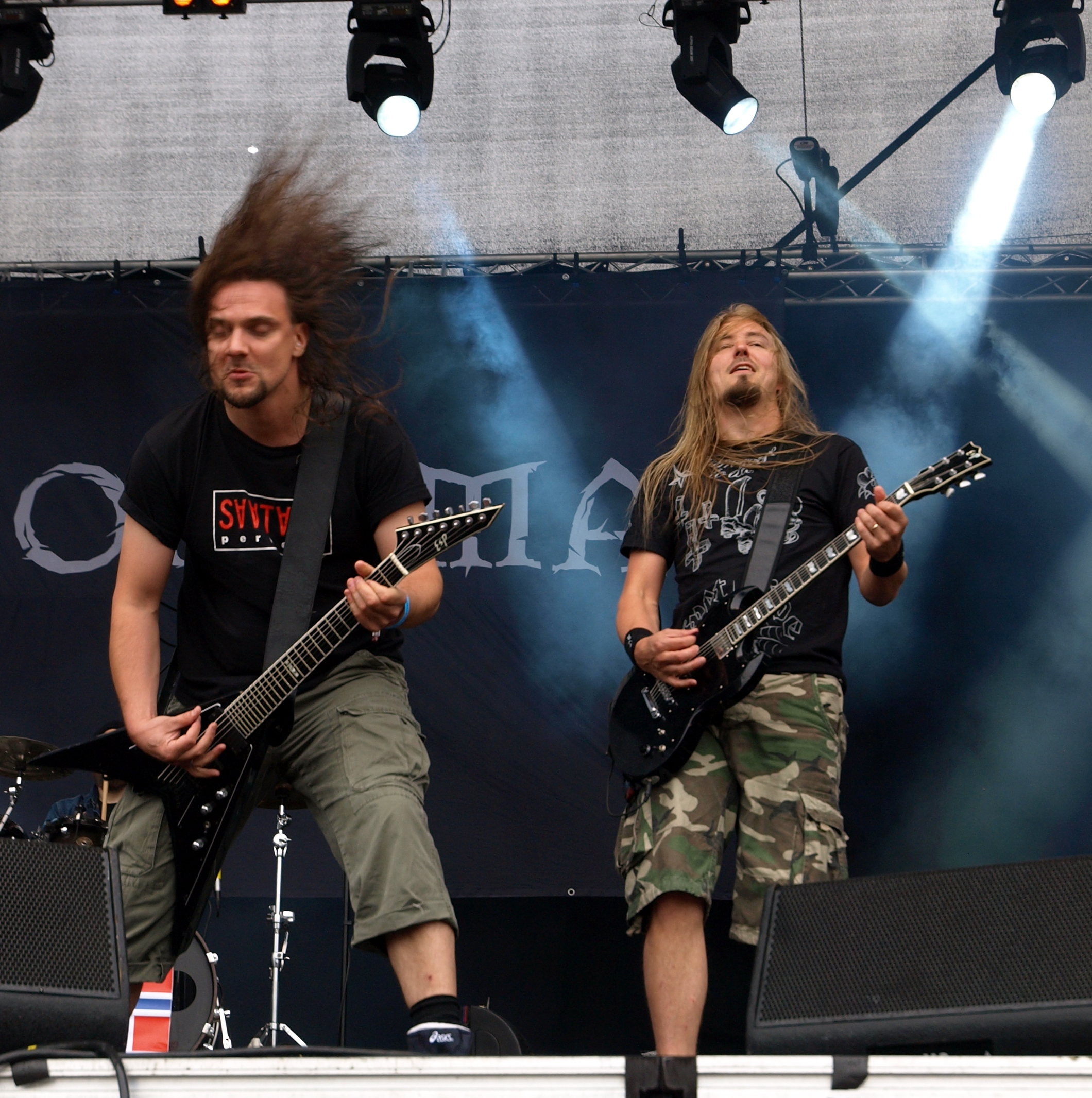
Kuisma Aalto i Tuomo Saikkonen podczas koncertu na festiwalu Myötätuulirock w 2011 roku

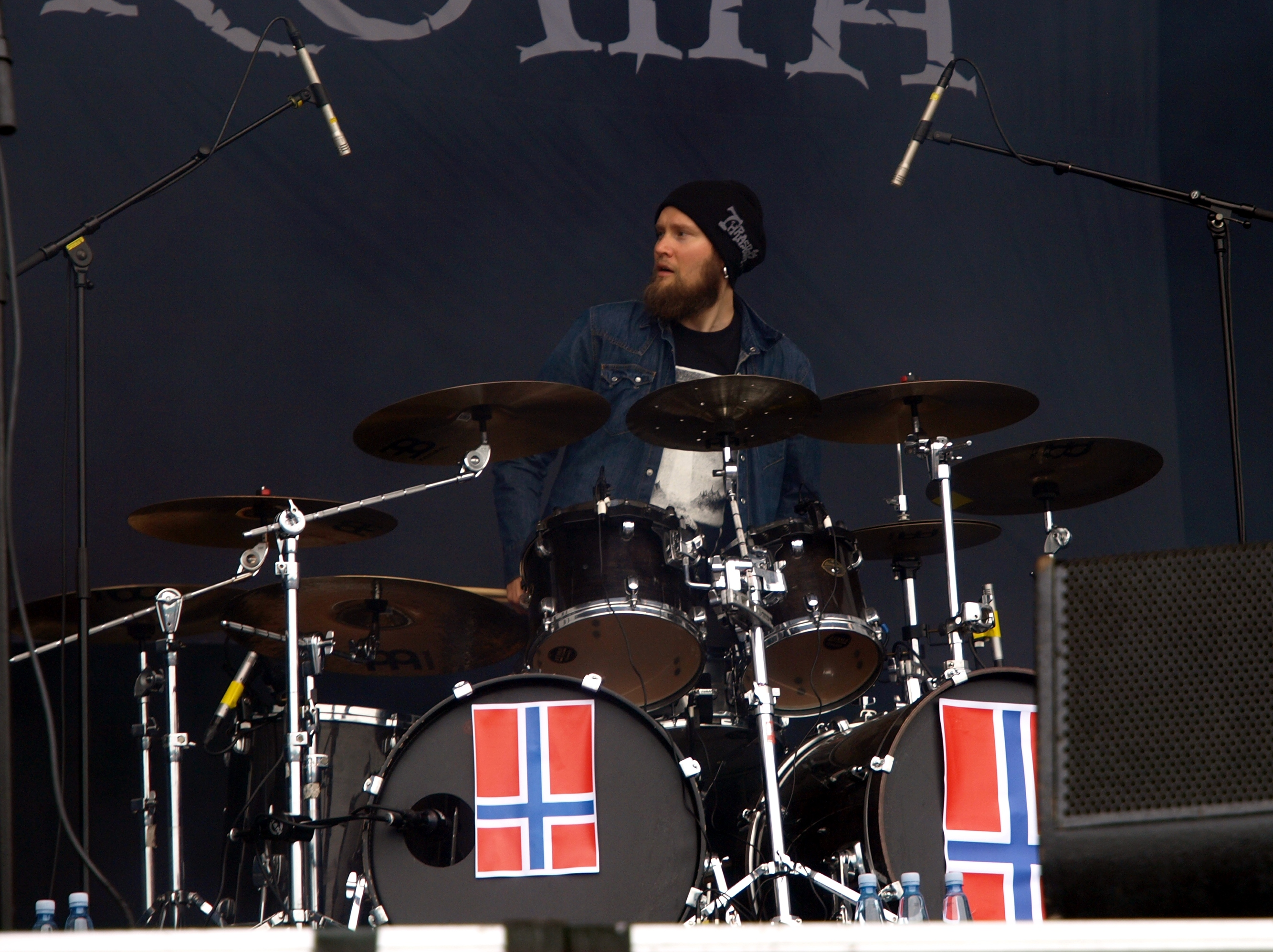
Janne Hyrkäs podczas koncertu na festiwalu Myötätuulirock w 2011 roku

Zespół Mokoma został założony w 1996 roku w Lappeenrancie z inicjatywy wokalisty Marko Annali. Nazwa zespołu pochodzi od użytego niegdyś przez pochodzącą z Karelii babcię byłej dziewczyny Annali stwierdzenia Voi siuta mokomaa, oznaczającego w swobodnym tłumaczeniu: „O Boże, ty i twoje sztuczki”. Samo słowo Mokoma jest przy tym łagodniejszym odpowiednikiem polskich słów „przeklęty” lub „feralny”. Powstanie grupy przypadło na okres rozkwitu fińskiej sceny metalowej, przejawiającego się w popularności zespołów śpiewających w języku fińskim (dotychczas jedynym językiem używanym w muzyce metalowej był język angielski). 
W 1997 roku Annala rozpoczął kompletowanie składu grupy, w której wtedy oprócz niego znaleźli się: basista Heikki Kärkkäinen, klawiszowiec Roope Laasonen i gitarzysta Kuisma Aalto. Rok później zespół zasilili perkusista Janne Hynynen oraz drugi gitarzysta Tuomo Saikkonen. W 1999 roku zespół już bez Roope Laasonena i z Raikko Törönenenem jako perkusistą wydał nakładem wytwórni EMI swój debiutancki album studyjny, zatytułowany Valu. Dwa lata później doszło do kolejnej roszady w składzie grupy, kiedy to Raikko Törönena zastąpił Janne Hyrkäs. Z tym perkusistą Mokoma 27 sierpnia 2001 roku również nakładem EMI wydała drugi album studyjny, noszący tytuł Mokoman 120 päivää. Zarówno ten album, jak i poprzedni cechowało brzmienie bliskie grunge'owi z wpływami rocka z rzadko pojawiającymi się metalowymi elementami. Sprzedawały się one słabo, a kiedy członkowie grupy przedstawili EMI pomysł wydania albumu z utworami utrzymanymi w stylistyce thrashmetalowej i śpiewanymi w języku fińskim, to wytwórnia ta zerwała z nimi współpracę.
W związku z niemożnością znalezienia przez zespół innej wytwórni, gotowej zrealizować jego wizję muzyczną, członkowie Mokomy postanowili założyć własną, Sakara Records i wydać nowy album samodzielnie. Ten, zatytułowany Kurimus ukazał się 28 kwietnia 2003 roku i sprzedał się w wielu tysiącach egzemplarzy. Został również okrzyknięty przez słuchaczy i media branżowe przejawem świeżego powietrza na fińskiej scenie metalowej. W okresie od kwietnia do listopada 2003 roku trwała promująca album trasa koncertowa Mokomy, ciesząca się dużym zainteresowaniem wśród fanów. Nieco wcześniej, 10 października grupa wydała pierwszy minialbum, zatytułowany Punainen kukko. W następnym roku skład zespołu poprzez przyjście basisty Santtu Hämäläinenena na miejsce Heikkiego Kärkkäinena uległ trwającemu do dziś ustabilizowaniu. 12 marca 2004 roku ukazał się natomiast czwarty album studyjny grupy, noszący tytuł Tämän maailman ruhtinaan hovi. Szybko trafił on na 2. miejsce fińskiej listy przebojów i sprzedał się w blisko 10 tysiącach egzemplarzy. Pochodzący z niego utwór „Uni saa tulla” stał się hitem stacji radiowych, co spowodowało poszerzenie spektrum odbiorców Mokomy. Zespół za album otrzymał ponadto nominację do nagrody Emma-gaala w kategorii „Best Hard Rock/Metal album”.
8 grudnia 2004 roku ukazał się także album wideo zespołu, zatytułowany Mokoma DVD - wydawnictwo to niemalże natychmiast po trafieniu do sprzedaży osiągnęło 1. miejsce na fińskiej liście przebojów. Ostatecznie album sprzedał się w ponad 5 tysiącach egzemplarzy i zdobył status złotej płyty. Zdobycie przez album wideo tego statusu jest rzadkością w Finlandii, w latach 2005-2006 było udziałem tylko sześciu artystów, w tym zespołów HIM i Nightwish.
W 2005 roku Mokoma nie wydała żadnego nowego albumu, a mimo to jej ówczesna trasa koncertowa po klubach muzycznych i prawie wszystkich letnich festiwalach w Finlandii cieszyła się ogromnym zainteresowaniem. 8 lutego następnego roku został wydany kolejny album studyjny zespołu, zatytułowany Kuoleman laulukunnaat. Album ten szybko osiągnął 1. miejsce na fińskiej liście przebojów, a podczas pierwszego tygodnia po wydaniu był co piątym albumem sprzedawanym w Finlandii. Przyniósł również zespołowi pierwszy w karierze status złotej płyty dla albumu studyjnego. Był on najcięższym brzmieniowo dokonaniem w dotychczasowej działalności zespołu, zawierał w sobie wpływy death metalu i grindcore'u, a także przywodził na myśl w warstwie muzycznej twórczość takich zespołów, jak Meshuggah, Cannibal Corpse, Sepultura i Deicide. 18 października 2006 roku grupa wydała z kolei minialbum o tytule Viides vuodenaika, zawierający utwory usunięte z Kuoleman laulukunnaat. Niedługo później trafił on na 1. miejsce fińskiej listy przebojów.
2007 rok to czas wielu koncertów zespołu; miało wtedy również miejsce ukazanie się 28 lutego serii siedmiu, wydanych na CD splitów Sakara Tour 2006, na których Mokoma zagrała z zespołami Rytmihäiriö i Stam1na, a także drugiego albumu wideo grupy, zatytułowanego Sakara Tour 06 i również będącego splitem z tymi zespołami. Pod koniec roku, 28 listopada ukazał się szósty album studyjny Mokomy, noszący tytuł Luihin ja ytimiin. Od poprzednich albumów Mokomy odróżniała go obecność gitary akustycznej, na której grał Santtu Hämäläinen pod koniec utworu „Ammu, hautaa ja vaikene”. Dodatkowo na albumie gościnnie wystąpił Jouni Hynynen z zespołu Kotiteollisuus, grając partie gitarowe w utworze „Marras”. 26 lipca 2008 roku Mokoma wystąpiła na Kuopio Rockcock w Kuopio, jednym z największych fińskich
festiwali rockowych.
Pod koniec 2009 roku, obfitującego w koncerty w klubach oraz na letnich festiwalach zespół rozpoczął nagrywanie swego siódmego albumu studyjnego. Ten, zatytułowany Sydänjuuret ukazał się 24 marca 2010 roku. Tematyka tekstów utworów na nim zawartych koncentruje się na Finlandii, istocie fińskości oraz znaczeniu korzeni dla ich autora. 1 września tego roku ukazał się z kolei minialbum, zatytułowany Juurta jaksain, na którym grupa umieściła utwory niepasujące jej zdaniem do albumu Sydänjuuret. Wydawnictwo w niedługim czasie osiągnęło szczyt fińskiej listy przebojów.

## Skład
Na podstawie.
| Obecny skład zespołu - Marko Annala - wokal (od 1996) - Kuisma Aalto - gitara, wokal (od 1997) - Tuomo Saikkonen - gitara, wokal (od 1998) - Janne Hyrkäs - perkusja (od 2001) - Santtu Hämäläinen - gitara basowa (od 2004) |  | Byli członkowie zespołu - Roope Laasonen - keyboard (1997-1998) - Heikki Kärkkäinen - gitara basowa (1997-2003) - Janne Hynynen - perkusja (1998-1999) - Raikko Törönen - perkusja (1999-2001) Muzycy koncertowi - Mikko Ruokonen - perkusja (1999) - Juhana Tuomas Rantala - perkusja (2000-2001) |

Oś czasu

## Dyskografia
Albumy studyjne
| 1999                                    | Valu - Data: 1999 - Wydawca: EMI                                              | —  |                 |                    |
| 2001                                    | Mokoman 120 päivää - Data: 27 sierpnia 2001 - Wydawca: EMI                    | —  |                 |                    |
| 2003                                    | Kurimus - Data: 28 kwietnia 2003 - Wydawca: Sakara Records                    | 31 |                 |                    |
| 2004                                    | Tämän maailman ruhtinaan hovi - Data: 12 marca 2004 - Wydawca: Sakara Records | 2  |                 |                    |
| 2006                                    | Kuoleman laulukunnaat - Data: 8 lutego 2006 - Wydawca: Sakara Records         | 1  | - FIN: 16 tys.+ | - FIN: złota płyta |
| 2007                                    | Luihin ja ytimiin - Data: 28 listopada 2007 - Wydawca: Sakara Records         | 1  |                 |                    |
| 2010                                    | Sydänjuuret - Data: 24 marca 2010 - Wydawca: Sakara Records                   | 1  | - FIN: 10 tys.+ | - FIN: złota płyta |
| 2011                                    | Varjopuoli - Data: 2 listopada 2011 - Wydawca: Sakara Records                 | 5  |                 |                    |
| 2012                                    | 180 astetta - Data: 19 października 2012 - Wydawca: Sakara Records            | 1  |                 |                    |
| 2015                                    | Elävien kirjoihin - Data: 6 lutego 2015 - Wydawca: Sakara Records             | 1  |                 |                    |
| 2016                                    | Laulurovio - Data: 18 listopada 2016 - Wydawca: Sakara Records                | 7  |                 |                    |
| 2018                                    | Hengen pitimet - Data: 25 maja 2018 - Wydawca: Sakara Records                 | 1  |                 |                    |
| „—” oznacza, że album nie był notowany. |                                                                               |    |                 |                    |

Minialbumy
| 2003                                    | Punainen kukko - Data: 10 października 2003 - Wydawca: Sakara Records    | 11 |                |                    |
| 2006                                    | Viides vuodenaika - Data: 18 października 2006 - Wydawca: Sakara Records | 1  | - FIN: 5 tys.+ | - FIN: złota płyta |
| 2010                                    | Juurta jaksain - Data: 1 września 2010 - Wydawca: Sakara Records         | 1  |                |                    |
| 2013                                    | Yksi - Data: 8 listopada 2013 - Wydawca: Sakara Records                  | —  |                |                    |
| „—” oznacza, że album nie był notowany. |                                                                          |    |                |                    |

Albumy wideo
| 2004                                    | Mokoma DVD - Data: 8 grudnia 2004 - Wydawca: Sakara Records | 1 | - FIN: 5 tys.+ | - FIN: złota płyta |
| 2007                                    | Sakara Tour 06 - Data: 2007 - Wydawca: Sakara Records       | — |                |                    |
| „—” oznacza, że album nie był notowany. |                                                             |   |                |                    |

Single
| 1998                                                                          | „Kasvan”                                | — | Valu               |
| 1999                                                                          | „Perspektiivi”                          | — | Valu               |
| 2001                                                                          | „Rajapyykki”                            | — | Mokoman 120 päivää |
| 2001                                                                          | „Seitsemän sinetin takana”              | — | Mokoman 120 päivää |
| 2003                                                                          | „Takatalvi”                             | — | Kurimus            |
| 2007                                                                          | „Nujerra ihminen”                       | 8 | Luihin ja ytimiin  |
| 2010                                                                          | „Sarvet esiin” (duet z Petrim Nygårdem) | 3 | —                  |
| 2011                                                                          | „Sydän paikallaan”                      | — | Varjopuoli         |
| 2012                                                                          | „Punamultaa”                            | — | 180 astetta        |
| 2012                                                                          | „Valkoista kohinaa”                     | — | 180 astetta        |
| 2013                                                                          | „Yksi”                                  | — | Yksi               |
| 2014                                                                          | „Uusi Aatami, uusi Eeva”                | — | —                  |
| 2015                                                                          | „Sinne missä aamu sarastaa”             | — | Elävien kirjoihin  |
| 2016                                                                          | „Marras/Kuollut, kuolleempi, kuollein”  | — | Laulurovio         |
| „—” oznacza, że singel nie był notowany lub że nie pochodzi z żadnego albumu. |                                         |   |                    |

Splity
| Tytuł                          | Dane dot. albumu                                                                                      | Pozycja na liście |
| Tytuł                          | Dane dot. albumu                                                                                      | FIN               |
| ------------------------------ | --- | ----------------- |
| Sakara Tour 2006 Tivoli        | - Data: 28 lutego 2007 - Wydawca: Sakara Records - Pozostałe zespoły na splicie: Rytmihäiriö, Stam1na | 11                |
| Sakara Tour 2006 Teatria       | - Data: 28 lutego 2007 - Wydawca: Sakara Records - Pozostałe zespoły na splicie: Rytmihäiriö, Stam1na | 12                |
| Sakara Tour 2006 Lutakko       | - Data: 28 lutego 2007 - Wydawca: Sakara Records - Pozostałe zespoły na splicie: Rytmihäiriö, Stam1na | 14                |
| Sakara Tour 2006 Rytmikorjaamo | - Data: 28 lutego 2007 - Wydawca: Sakara Records - Pozostałe zespoły na splicie: Rytmihäiriö, Stam1na | 9                 |
| Sakara Tour 2006 Nosturi       | - Data: 28 lutego 2007 - Wydawca: Sakara Records - Pozostałe zespoły na splicie: Rytmihäiriö, Stam1na | 7                 |
| Sakara Tour 2006 Sibeliustalo  | - Data: 28 lutego 2007 - Wydawca: Sakara Records - Pozostałe zespoły na splicie: Rytmihäiriö, Stam1na | 16                |
| Sakara Tour 2006 Työnkulma     | - Data: 28 lutego 2007 - Wydawca: Sakara Records - Pozostałe zespoły na splicie: Rytmihäiriö, Stam1na | 8                 |

Teledyski
| Rok  | Tytuł                             | Reżyseria/Realizacja     | Album                         | Źródło |
| ---- | --------------------------------- | ------------------------ | ----------------------------- | ------ |
| 1998 | „Kasvan”                          | Tomi Jarva               | Valu                          | [ 5 ]  |
| 2001 | „Rajapyykki”                      | Tuukka Temonen           | Mokoman 120 päivää            | [ 5 ]  |
| 2003 | „Takatalvi”                       | Vesa Vainio              | Kurimus                       | [ 5 ]  |
| 2004 | „Haudan takaa”                    | Vesa Vainio              | Tämän maailman ruhtinaan hovi | [ 5 ]  |
| 2006 | „Pahaa verta”                     | Vesa Vainio              | Kuoleman laulukunnaat         | [ 5 ]  |
| 2007 | „Nujerra ihminen”                 | Vesa Vainio              | Luihin ja ytimiin             | [ 5 ]  |
| 2007 | „Marras”                          | Vesa Vainio              | Luihin ja ytimiin             | [ 5 ]  |
| 2010 | „Hei hei heinäkuu”                | Vesa Vainio              | Sydänjuuret                   | [ 5 ]  |
| 2010 | „Ei kahta sanaa (ilman kolmatta)” | Vesa Vainio              | Sydänjuuret                   | [ 5 ]  |
| 2012 | „Valkoista kohinaa”               | Vesa Vainio              | 180 astetta                   | [ 5 ]  |
| 2012 | „Punamultaa”                      | Vesa Vainio              | 180 astetta                   | [ 5 ]  |
| 2012 | „Kuollut, kuolleempi, kuollein”   | Vesa Vainio/Vasara Films | 180 astetta                   | [ 58 ] |

## Utwory zespołu na kompilacjach
| Tytuł utworu                    | Tytuł kompilacji                                         | Rok wydania | Wytwórnia                                                    |
| ------------------------------- | -------------------------------------------------------- | ----------- | ------------------------------------------------------------ |
| „Pois se minusta”               | Tulikaste                                                | 2001        | YAD                                                          |
| „Punainen kukko”                | Sue CD 5 - Tales from the Land of the 1000 Icecold Lakes | 2004        | Sue                                                          |
| „Hiljaisuuden julistaja”        | Rautakanki                                               | 2005        | Low Frequency Records                                        |
| „Vade retro, Satanas!”          | Soundcheck #79                                           | 2005        | Close-Up Magazine                                            |
| „Uusi Aatami, uusi Eeva”        | Suomi Metallia                                           | 2005        | Edel Records                                                 |
| „Lujaa tekoa”                   | Ilosaarirock 35 - Juhlakokoelma                          | 2006        | Capitol Records                                              |
| „En elä talven yli”             | Soundi 2007                                              | 2006        | Soundi                                                       |
| „Ärräpää”                       | Rautakanki (Metallikokoelma Vol.2)                       | 2006        | Low Frequency Records                                        |
| „Nujerra ihminen ”              | Soundi 2008                                              | 2007        | Soundi                                                       |
| „Valapatto”                     | European Metal Assault No.1                              | 2007        | Golden Core                                                  |
| „Marras”                        | Suomimetallia II                                         | 2008        | Edel                                                         |
| „Marras”                        | Suomirokkia 13                                           | 2008        | Poko Rekords                                                 |
| „Hei hei heinäkuu”              | Radio Rock Sahatuimmat Kakkonen                          | 2010        | Hype Records                                                 |
| „Pahaa verta”                   | Promised Land of Heavy Metal                             | 2011        | Cyclone Empire                                               |
| „Valapatto”                     | Kaikkien Aikojen Suomimetallit                           | 2011        | Capitol Records                                              |
| „Huomenhaamu”                   | Soundi Cd 2011                                           | 2011        | Soundi                                                       |
| „Punamultaa”                    | Pop - Rock                                               | 2013        | Gramex                                                       |
| „Punamultaa”                    | Leijonat 2013                                            | 2013        | Sony Music                                                   |
| „Punamultaa”                    | Suomirockin Järkäleet                                    | 2014        | Capitol Records, Sony Music, Universal, Warner Music Finland |
| „Kuollut, kuolleempi, kuollein” | Come Hear. Finland 2014                                  | 2014        | Music Finland                                                |
| „Kaikki häipyy, on vain nyt”    | Eput Rautaa                                              | 2014        | Ratas Music Group                                            |

## Nagrody i wyróżnienia
| Rok  | Kategoria                  | Tytułem                       | Nagroda    | Nota      | Źródło |
| ---- | -------------------------- | ----------------------------- | ---------- | --------- | ------ |
| 2005 | Best Hard Rock/Metal album | Tämän maailman ruhtinaan hovi | Emma-gaala | Nominacja | [ 11 ] |
| 2016 | Vuoden yhtye               | Elävien kirjoihin             | Emma-gaala | Nominacja | [ 60 ] |
| 2016 | Vuoden metallialbumi       | Elävien kirjoihin             | Emma-gaala | Nominacja | [ 60 ] |